# Sicydium diffusum
Sicydium diffusum är en gurkväxtart som beskrevs av Célestin Alfred Cogniaux. Sicydium diffusum ingår i släktet Sicydium och familjen gurkväxter. Inga underarter finns listade i Catalogue of Life.